# Bactrocera contigua
Bactrocera contigua
 es una especie de díptero que Drew describió por primera vez en 1989. Bactrocera contigua pertenece al género Bactrocera de la familia Tephritidae. 